# エドゥアール・シャットン
エドゥアール・ピエール・レオン・シャットン (Édouard Pierre Léon Chatton) は、フランスの動物学者、海洋生物学者。
1883年10月11日にロモンで生まれ、1947年4月23日にバニュルス＝シュル＝メールで没した。
植物分類命名者 "Chatton" である。
生物を、細胞の構造によって真核生物および原核生物という二つの超界 (empire) に分類すること、すなわち二帝説を提唱した。動物界や植物界といった界 (kingdom) よりも上位階級の分類（現在はドメインと呼ばれる）をいち早く提唱した先駆者であり、現在も五界説や三ドメイン説において広く使われている原核生物 Prokaryota および真核生物 Eukaryota という分類名（学名）の命名者である。

## 生涯
ベルフォールで学び、1901年にバカロレア、1905年に修了証書と自然科学の学士号、そして1919年に博士号を取得した。
1907年から1919年までパスツール研究所で、フェリックス・メニル (1868-1938) のもと、研究室長を務めた。
第一次世界大戦中の1914年8月に戦地へ送り込まれ、翌年負傷した。
1918年、チュニス・パスツール研究所（チュニジア）へ赴き、助手を務めた。
軍功章 (croix de guerre) や 植民功績章 (médaille coloniale) など、いくつかの勲章を受けた。
1919年にストラスブール大学の講師となり、さらに1922年には教授となった。
1925年、細胞の種類によって生物を二つに分類することを提唱した。細胞核を持つ真核生物と、細胞核を持たない原核生物である。
ストラスブール大学において1927年より、動物学および一般生物学の研究所の長を務めた。
1930年、高等研究実習院の微生物研究所の長となった。
1932年よりモンペリエで動物学および一般生物学を教え、セットで海洋生物学の研究施設の長となった。
彼はパリ理科大学 (Faculté des sciences de Paris) で1937年より海洋生物学の教授を務め、バニュルス＝シュル＝メールとヴィルフランシュ＝シュル＝メールのアラゴ研究所 (le laboratoire Arago) の長を任された。
シャットンは1932年にストラスブールで、1937年にモンペリエで名誉教授の称号を受けている。
様々な学会で活動し、フランス動物学会 (Société zoologique de France) では1928年より、熱帯病理学会 (Société de pathologie exotique) では1912年より代表を務めた。
シャットンの著作は約240を数え、とりわけ海洋学、生物学、動物学、熱帯病関連の定期刊行物（学会誌等）が挙げられる。